# いさりび号

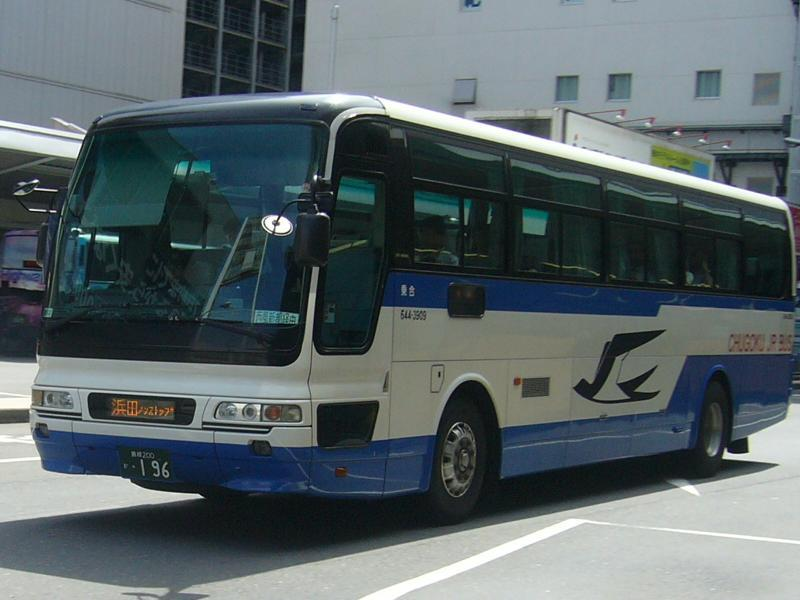
いさりび号（JRバス中国）

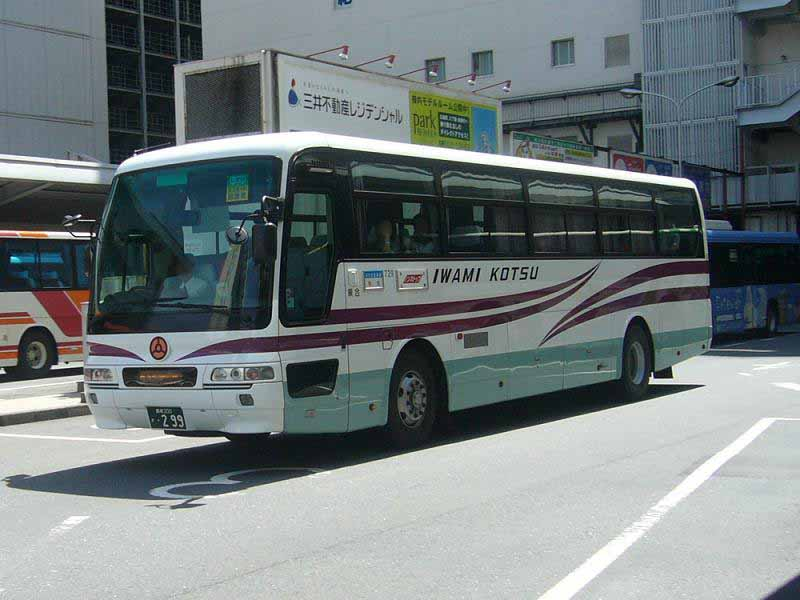
いさりび号（石見交通）

いさりび号 （いさりびごう）は、広島県広島市と島根県浜田市を浜田自動車道経由で結ぶ高速バスである。

## 概説
正式名称は高速広浜線（こうそくこうひんせん）である。これは、浜田自動車道の開通により、JRバス中国が前身の国鉄バス時代から運行していた「広浜線」と、広島電鉄と石見交通が共同運行していた「新広浜線」を高速道路経由に乗せ換え、事実上路線を統合したものである。なお、一般道経由の広浜線は大朝駅以北が廃止になっており、代替措置として高速バスでは珍しい定期券の設定がある。
山陽新幹線沿線から浜田市への最短ルートであるため、多客期には多くの利用者で混み合う。このため続行便が運行されるが、この場合運行される2社混合での運行となることも少なくない。石見交通担当便は関連会社のイワミツアー山陰支店が続行便を運行する場合があるほか、広島電鉄担当便では南営業課からクレアライン用の車両または広島西営業課廿日市出張所から元広島空港リムジンバス用の車両が貸し出されることがある。また、始発となる広島駅・浜田駅では最繁忙期に乗車整理券が配布されることもある。
愛称はイカ釣り船等で見られる「漁火」（かつて漁船に搭載され、集魚灯の役割を果たしたたいまつ、あるいは遠方から見た漁船の集魚灯の輝く様）にちなんでおり、浜田市が漁業の町であることによる。

## 歴史
- 1991年12月7日 運行を開始する[2]。1日13往復[3]。（これに伴い新広浜線は2往復に減便）。
- 2014年3月31日 みどりの窓口での乗車券販売を終了する（浜田駅を除く）[4]。
- 2017年3月31日 この日をもって浜田駅 - 有福温泉間の運行を終了する。
- 2018年5月3日 - 5月6日 繁忙期に配布していた乗車整理券の配布を取り止め、一部の便に続行便を設定する。
  - 同年8月は浜田駅発のみ、同年12月は広島駅発、2019年1月は浜田駅発で乗車整理券を配布。
- 2019年7月16日 ダイヤ改正に伴い、平日の便数を13往復に減便（各社1往復減便、土日および繁忙期は従前通り16往復）する。ノンストップ便を廃止し、全便を広島高速4号線経由に変更する（不動院、中筋駅を廃止）。
- 2020年4月1日 一部の便で運行会社の受持ちを変更する。広島電鉄運行便の広島駅新幹線口 - 広島バスセンター間の乗降を取り止める。
- 2020年10月5日 新型コロナウイルス感染拡大防止の為、一部の便を運休
- 2021年10月1日 ダイヤ改正に伴い、全日11往復になる。また、広島駅新幹線口～広島バスセンター及び浜田駅前～黒川町間の乗降を取り止める。
- 2024年4月1日 ダイヤ改正。
- 2025年1月31日 この日をもって広島電鉄による運行を終了し撤退。翌2月1日からJRバス中国と石見交通の2社による共同運行となる[5]。
- 2025年3月30日 運賃改定。併せてPASPYのサービスを終了し、学割運賃及び回数券を廃止。

## 運行会社
- JRバス中国
  - 広島支店が8往復を担当。
- 石見交通
  - 浜田営業所が3往復担当。
  - 広島側の運行支援業務は関連会社のイワミツアー広島支店が行っている。

## 過去の運行会社
- 広島電鉄
  - 地域輸送営業部広島北営業所が3往復担当。2017年3月31日までは有福温泉始終着を2往復運行していた。

## 運行経路・停車停留所
太字は停車停留所。全便において広島駅新幹線口 - 広島バスセンター - 大塚駅、浜田駅 - 黒川町間相互間の利用は不可。なお全ての便で、大朝・瑞穂IC間にある寒曳山パーキングエリアで休憩時間が設けられる。
現行ルート（広島高速4号線経由）
広島駅新幹線口 - 広島バスセンター - 中広出入口 - 広島高速4号線 - 沼田出入口 - 大塚駅 - 広島西風新都IC - 広島自動車道 - 久地 - 広島北IC - 中国自動車道 - 浜田自動車道 - 千代田西 - 大朝IC - 瑞穂IC - 重富 - 旭IC - 金城 - 山陰自動車道 - 相生IC - 国道186号 - 黒川町 - 浜田駅
- 2019年7月15日まで運行された特急便は大塚駅 - 浜田駅間ノンストップだった。

国道54号（祇園新道）経由（2019年7月15日まで運行）
広島駅新幹線口 - 広島バスセンター - 国道54号（祇園新道） - 不動院 - 中筋駅 - 広島IC - 山陽自動車道 - 広島自動車道 - 久地 - （この間広島高速4号線経由と同じ） - 浜田駅 - 国道9号 - 島根県道50号田所国府線 - 大水道 - 上府 - 宇野 - 下有福 - 有福温泉
- 浜田駅-有福温泉間は2017年3月31日まで一部の便が運行。

## 運行回数
- 11往復[6]

## 車内設備
- 原則全便4列シート車両で運行

## その他
- 広島駅 - 浜田駅間の乗車券に限り乗車日の1か月1日前から全国のみどりの窓口で購入できたが、前述の通り2014年3月末で発売を終了している（途中乗降の場合は取り扱っていなかった）。席は全便座席定員制で自由席。
- 3社共通で、いさりび号向けの磁気式乗車カードである「いさりびカード」（2010年8月31日発売終了）が2011年3月31日まで利用できた（JRバス中国仕様の共通バスカードを流用しているため、広島・島根両県の一般路線バスでも利用可）。ただし、広島電鉄・JRバス中国のPASPY導入とパセオカード・バスカードの販売終了に伴い、2010年8月2日より石見交通担当便にもPASPYを導入した。なお、石見交通担当便では2025年3月31日まで利用できた。
- 2023年3月22日より石見交通担当便ではICOCAの導入により、PASPYが利用できなくなった（広島電鉄担当便とJRバス中国担当便は同日以降もPASPYが利用可能だったが、前述の広島電鉄撤退に伴って2025年2月1日からJRバス中国担当便のみ使用可能[5]。その後、同年3月29日をもってPASPYのサービスを終了した。）[7]。なお、PASPY定期券利用者は運転士への提示で利用可能。また、同社における島根県共通バスカードも同年7月31日をもって販売を終了した[7]。
- JRバス中国が運行している便のみ、ジャパンレールパスでの乗車が可能。